# Facundo Rodríguez (calciatore 1993)
Facundo Rodríguez Aguilera (30 agosto 1993) è un calciatore uruguaiano, centrocampista dell'Oriental.

## Caratteristiche tecniche
È un esterno sinistro.

## Carriera
Ha esordito in Primera División Profesional il 17 febbraio 2019 disputando con il Cerro Largo l'incontro vinto 2-0 contro il Danubio.